# Capitanopsis albida
Capitanopsis albida là một loài thực vật có hoa trong họ Hoa môi. Loài này được (Baker) Hedge mô tả khoa học đầu tiên năm 1998.